# Sidi Semiane
Sidi Semiane (în arabă سيدي سميان) este o comună din provincia Tipaza, Algeria.
Populația comunei este de 2.930 de locuitori (2008).